# Giro di Romandia 2014
Il Giro di Romandia 2014, sessantottesima edizione della corsa, valido come quattordicesima prova dell'UCI World Tour 2014, si svolse in cinque tappe dal 29 aprile al 4 maggio 2013 precedute da un cronoprologo, per un percorso totale di 632,77 km da Ascona a Neuchâtel. Fu vinto dal britannico Chris Froome con il tempo di 16 ore 18 minuti e 46 secondi alla media di 38,786 km/h.
Tagliarono il traguardo di Neuchâtel 122 ciclisti in totale.

## Tappe
| Tappa  | Data      | Percorso                                  | km    | Vincitore di tappa | Leader cl. generale |
| ------ | --------- | ----------------------------------------- | ----- | ------------------ | ------------------- |
| Prol.  | 29 aprile | Ascona (cron. individuale)                | 5,57  | Michał Kwiatkowski | Michał Kwiatkowski  |
| 1ª     | 30 aprile | Brigerbad > Sion                          | 88,6  | Michael Albasini   | Michał Kwiatkowski  |
| 2ª     | 1º maggio | Sion > Montreux                           | 166,5 | Michael Albasini   | Michael Albasini    |
| 3ª     | 2 maggio  | Le Bouveret > Aigle                       | 180,5 | Simon Špilak       | Simon Špilak        |
| 4ª     | 3 maggio  | Friburgo > Friburgo                       | 173,1 | Michael Albasini   | Simon Špilak        |
| 5ª     | 4 maggio  | Neuchâtel > Neuchâtel (cron. individuale) | 18,5  | Chris Froome       | Chris Froome        |
| Totale | Totale    | Totale                                    | 632,7 |                    |                     |

## Squadre partecipanti
| N.    | Cod. | Squadra                 |
| ----- | ---- | ----------------------- |
| 1-8   | SKY  | Team Sky                |
| 11-18 | OPQ  | Omega Pharma-Quickstep  |
| 21-28 | MOV  | Movistar Team           |
| 31-38 | KAT  | Team Katusha            |
| 41-48 | ALM  | AG2R La Mondiale        |
| 51-58 | BMC  | BMC Racing Team         |
| 61-68 | TCS  | Tinkoff-Saxo            |
| 71-78 | TFR  | Trek Factory Racing     |
| 81-88 | OGE  | Orica-GreenEDGE         |
| 91-98 | BEL  | Belkin Pro Cycling Team |

| N.      | Cod. | Squadra            |
| ------- | ---- | ------------------ |
| 101-108 | GRS  | Garmin-Sharp       |
| 111-118 | GIA  | Team Giant-Shimano |
| 121-128 | LAM  | Lampre-Merida      |
| 131-138 | CAN  | Cannondale         |
| 141-148 | FDJ  | FDJ.fr             |
| 151-158 | LTB  | Lotto-Belisol      |
| 161-168 | AST  | Astana Pro Team    |
| 171-178 | EUC  | Team Europcar      |
| 181-188 | IAM  | IAM Cycling        |

## Dettagli delle tappe

### Prologo
- 29 aprile: Ascona – Cronometro individuale – 5,57 km[1]

Risultati
| Pos. | Corridore          | Squadra       | Tempo |
| ---- | ------------------ | ------------- | ----- |
| 1    | Michał Kwiatkowski | Omega Pharma  | 6'22" |
| 2    | Rohan Dennis       | Garmin-Sharp  | a 4"  |
| 3    | Marcel Kittel      | Giant-Shimano | s.t.  |

| Pos. | Corridore          | Squadra       | Tempo |
| ---- | ------------------ | ------------- | ----- |
| 1    | Michał Kwiatkowski | Omega Pharma  | 6'22" |
| 2    | Rohan Dennis       | Garmin-Sharp  | a 4"  |
| 3    | Marcel Kittel      | Giant-Shimano | s.t.  |

### 1ª tappa
- 30 aprile: Brigerbad[2] > Sion - 88,6 km[1]

Risultati
| Pos. | Corridore            | Squadra       | Tempo    |
| ---- | -------------------- | ------------- | -------- |
| 1    | Michael Albasini     | Orica-GreenE. | 2h11'11" |
| 2    | Jesús Herrada        | Movistar Team | s.t.     |
| 3    | Ramūnas Navardauskas | Garmin-Sharp  | s.t.     |

| Pos. | Corridore            | Squadra       | Tempo    |
| ---- | -------------------- | ------------- | -------- |
| 1    | Michał Kwiatkowski   | Omega Pharma  | 2h17'33" |
| 2    | Michael Albasini     | Orica-GreenE. | a 5"     |
| 3    | Ramūnas Navardauskas | Garmin-Sharp  | s.t.     |

### 2ª tappa
- 1º maggio: Sion > Montreux – 166,5 km[1]

Risultati
| Pos. | Corridore        | Squadra       | Tempo    |
| ---- | ---------------- | ------------- | -------- |
| 1    | Michael Albasini | Orica-GreenE. | 4h12'22" |
| 2    | Tony Hurel       | Europcar      | s.t.     |
| 3    | Giacomo Nizzolo  | Trek Factory  | s.t.     |

| Pos. | Corridore            | Squadra       | Tempo    |
| ---- | -------------------- | ------------- | -------- |
| 1    | Michael Albasini     | Orica-GreenE. | 6h29'50" |
| 2    | Michał Kwiatkowski   | Omega Pharma  | a 5"     |
| 3    | Ramūnas Navardauskas | Garmin-Sharp  | a 10"    |

### 3ª tappa
- 2 maggio: Le Bouveret > Aigle – 180,5 km[1]

Risultati
| Pos. | Corridore    | Squadra       | Tempo    |
| ---- | ------------ | ------------- | -------- |
| 1    | Simon Špilak | Team Katusha  | 5h09'23" |
| 2    | Chris Froome | Team Sky      | s.t.     |
| 3    | Rui Costa    | Lampre-Merida | a 57"    |

| Pos. | Corridore    | Squadra       | Tempo     |
| ---- | ------------ | ------------- | --------- |
| 1    | Simon Špilak | Team Katusha  | 11h39'25" |
| 2    | Chris Froome | Team Sky      | a 1"      |
| 3    | Rui Costa    | Lampre-Merida | a 1'02"   |

### 4ª tappa
- 3 maggio: Friburgo > Friburgo – 173,1 km[1]

Risultati
| Pos. | Corridore        | Squadra       | Tempo    |
| ---- | ---------------- | ------------- | -------- |
| 1    | Michael Albasini | Orica-GreenE. | 4h14'21" |
| 2    | Thomas Voeckler  | Europcar      | s.t.     |
| 3    | Jan Bakelants    | Omega Pharma  | s.t.     |

| Pos. | Corridore    | Squadra       | Tempo     |
| ---- | ------------ | ------------- | --------- |
| 1    | Simon Špilak | Team Katusha  | 15h53'55" |
| 2    | Chris Froome | Team Sky      | a 1"      |
| 3    | Rui Costa    | Lampre-Merida | a 1'02"   |

### 5ª tappa
- 4 maggio: Neuchâtel – Cronometro individuale – 18,5 km[1]

Risultati
| Pos. | Corridore     | Squadra      | Tempo  |
| ---- | ------------- | ------------ | ------ |
| 1    | Chris Froome  | Team Sky     | 24'51" |
| 2    | Tony Martin   | Omega Pharma | a 1"   |
| 3    | Jesse Sergent | Trek Factory | a 8"   |

| Pos. | Corridore    | Squadra       | Tempo     |
| ---- | ------------ | ------------- | --------- |
| 1    | Chris Froome | Team Sky      | 16h18'46" |
| 2    | Simon Špilak | Team Katusha  | a 28"     |
| 3    | Rui Costa    | Lampre-Merida | a 1'32"   |

## Evoluzione delle classifiche
| Tappa              | Vincitore          | Classifica generale Maglia gialla | Classifica scalatori Maglia rosa | Classifica sprint Maglia verde | Classifica giovani Maglia bianca | Classifica squadre     |
| ------------------ | ------------------ | --------------------------------- | -------------------------------- | ------------------------------ | -------------------------------- | ---------------------- |
| Prol.              | Michał Kwiatkowski | Michał Kwiatkowski                | non assegnata                    | non assegnata                  | Michał Kwiatkowski               | Omega Pharma-Quickstep |
| 1ª                 | Michael Albasini   | Michał Kwiatkowski                | Johann Tschopp                   | Vincenzo Nibali                | Michał Kwiatkowski               | Omega Pharma-Quickstep |
| 2ª                 | Michael Albasini   | Michael Albasini                  | Johann Tschopp                   | Martin Kohler                  | Michał Kwiatkowski               | Omega Pharma-Quickstep |
| 3ª                 | Simon Špilak       | Simon Špilak                      | Johann Tschopp                   | Martin Kohler                  | Jesús Herrada                    | Movistar Team          |
| 4ª                 | Michael Albasini   | Simon Špilak                      | Johann Tschopp                   | Martin Kohler                  | Jesús Herrada                    | Movistar Team          |
| 5ª                 | Chris Froome       | Chris Froome                      | Johann Tschopp                   | Martin Kohler                  | Jesús Herrada                    | Movistar Team          |
| Classifiche finali | Classifiche finali | Chris Froome                      | Johann Tschopp                   | Martin Kohler                  | Jesús Herrada                    | Movistar Team          |

## Classifiche finali

### Classifica generale - Maglia gialla
| Pos. | Corridore       | Squadra       | Tempo     |
| ---- | --------------- | ------------- | --------- |
| 1    | Chris Froome    | Team Sky      | 16h18'46" |
| 2    | Simon Špilak    | Team Katusha  | a 28"     |
| 3    | Rui Costa       | Lampre-Merida | a 1'32"   |
| 4    | Mathias Frank   | IAM Cycling   | a 1'44"   |
| 5    | Vincenzo Nibali | Astana        | a 1'48"   |
| 6    | Beñat Intxausti | Movistar Team | a 1'52"   |
| 7    | Jakob Fuglsang  | Astana        | a 1'56"   |
| 8    | Jon Izagirre    | Movistar Team | a 2'07"   |
| 9    | Jesús Herrada   | Movistar Team | a 2'15"   |
| 10   | Thibaut Pinot   | FDJ.fr        | a 2'31"   |

### Classifica scalatori - Maglia rosa
| Pos. | Corridore        | Squadra     | Punti |
| ---- | ---------------- | ----------- | ----- |
| 1    | Johann Tschopp   | IAM Cycling | 30    |
| 2    | Cyril Gautier    | Europcar    | 28    |
| 3    | Chris Froome     | Team Sky    | 12    |
| 4    | Jean-Marc Marino | Cannondale  | 12    |
| 5    | Pirmin Lang      | IAM Cycling | 10    |

### Classifica sprint - Maglia verde
| Pos. | Corridore         | Squadra       | Punti |
| ---- | ----------------- | ------------- | ----- |
| 1    | Martin Kohler     | BMC Racing    | 12    |
| 2    | Alexis Vuillermoz | AG2R La Mond. | 10    |
| 3    | Vincenzo Nibali   | Astana        | 6     |
| 4    | Jan Bakelants     | Omega Pharma  | 6     |
| 5    | Cyril Gautier     | Europcar      | 6     |

### Classifica giovani - Maglia bianca
| Pos. | Corridore        | Squadra       | Tempo     |
| ---- | ---------------- | ------------- | --------- |
| 1    | Jesús Herrada    | Movistar Team | 16h21'01" |
| 2    | Thibaut Pinot    | FDJ.fr        | a 16"     |
| 3    | Edward Beltrán   | Tinkoff-Saxo  | a 10'50"  |
| 4    | Georg Preidler   | Giant-Shimano | a 11'55"  |
| 5    | Sergej Černeckij | Team Katusha  | a 13'59"  |

### Classifica a squadre
| Pos. | Squadra         | Tempo     |
| ---- | --------------- | --------- |
| 1    | Movistar Team   | 49h02'34" |
| 2    | IAM Cycling     | a 2'48"   |
| 3    | Astana Pro Team | a 7'13"   |
| 4    | Team Katusha    | a 11'42"  |
| 5    | Tinkoff-Saxo    | a 15'34"  |